# Höflas (Kemnath)
Höflas ist ein Ortsteil und eine Gemarkung von Kemnath, einer Stadt im Oberpfälzer Landkreis Tirschenreuth.

## Geschichte
Höflas ist eine Gründung der Babenberger und besteht eventuell bereits seit dem 9. Jahrhundert. Verwalter waren die Landgrafen von Leuchtenberg als Vögte, die Höflas 1283 an den Wittelsbacher Herzog Ludwig von Bayern verkauften. Das heutige Schloss Höflas wurde um 1655 erbaut. 1778 und 1783 ist „Freyherr von Lindenfels“ als Besitzer genannt.
Die Herstellung der gemeindlichen Selbstverwaltung erfolgte über das Zweite Gemeindeedikt vom 17. Mai 1818. Bei der Gebietsreform kam Höflas (mit dem 1945/46 eingegliederten Teil von Berndorf) am 1. Januar 1978 zu Kemnath.